# Curare

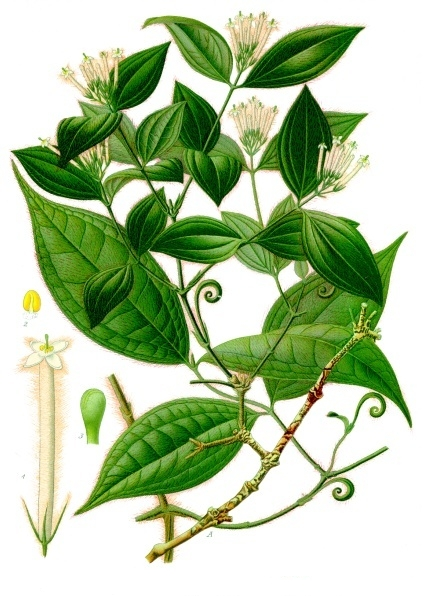
Planta de donde se extrae el curare, Strychnos toxifera. Koehler 1887.

El término curare se aplica genéricamente a diversos venenos de flechas de América del Sur. Dichos extractos se hacen con numerosas plantas diferentes, especialmente miembros de las Menispermaceae y Loganiaceae. A estas puede añadirse al Anomospermum grandiflora.
 Es una neurotoxina, se encuentra en diversas plantas. Se realiza una sustancia pastosa de color parda que abunda en la cuenca del Amazonas. Esta sustancia era ya utilizada por pueblos indígenas de América del Sur, África, Asia y Oceanía untando las puntas de flechas y dardos para cerbatanas con los que emponzoñar a sus presas, para inmovilizarlas.

## Preparación
Los nativos, generalmente los jíbaros, cocinan las raíces y tallos, agregándole otras plantas y los usan para el envenenamiento de sus flechas y virotes. Para elaborar el curare se mezclan cortezas de árboles, raíces de plantas venenosas, tallos, zarcillos y venenos de serpiente. El producto final es una pasta que se guarda en calabazas o en tubos de bambú. Para su último proceso se dejan ocultar en cuevas que alberguen animales muertos para que su olor se junte con la sustancia del curare.

## Historia

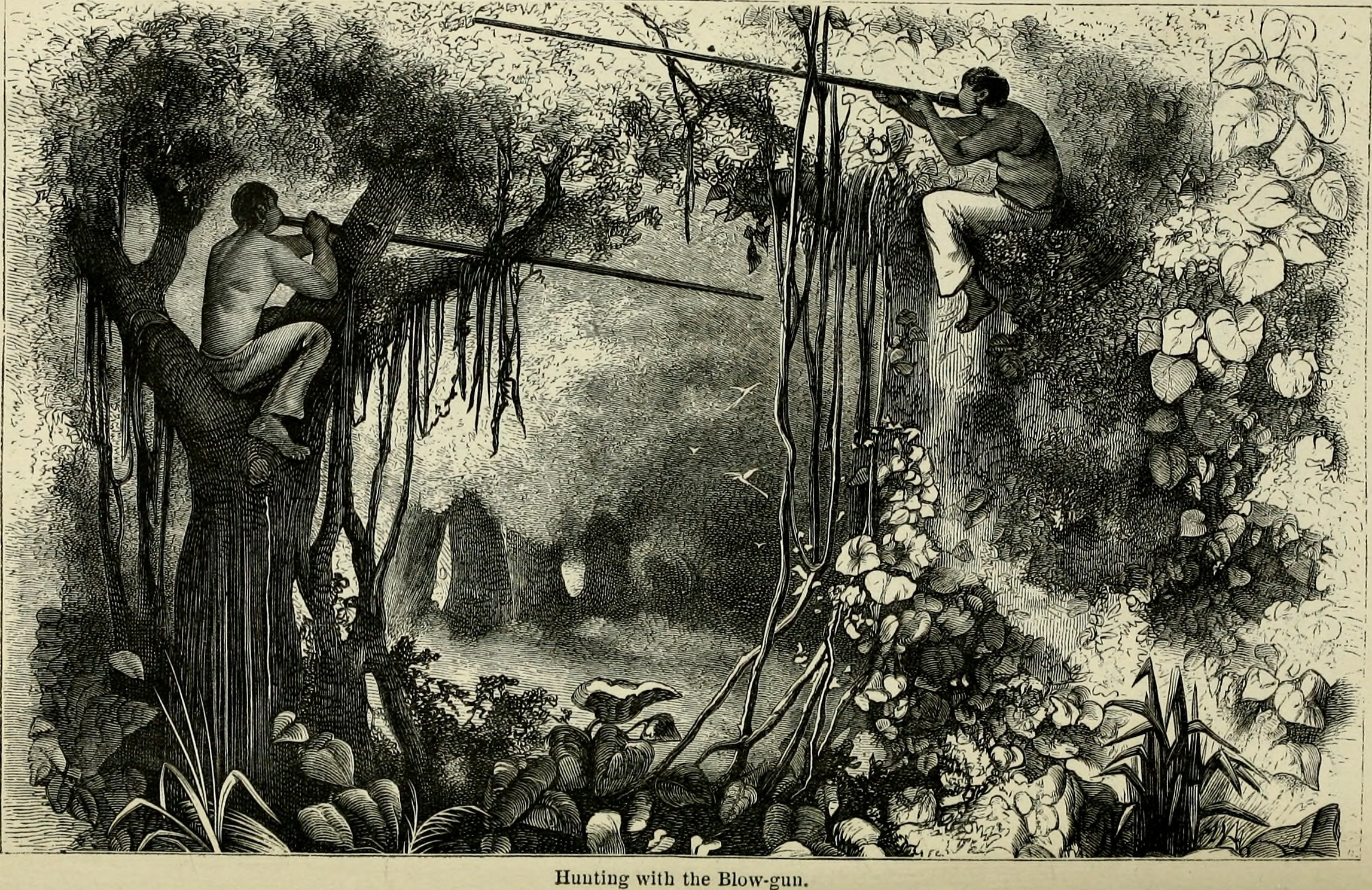
Dibujo de amerindios de la amazonia peruana utilizando cerbatanas con curare en 1876.

La primera referencia escrita que se tiene del curare corresponde a las cartas del historiador y médico español Pedro Mártir de Anglería (1457–1526) que se imprimieron parcialmente en 1504, 1507 y 1508. La obra completa de este autor con el nombre de De Orbe Novo Decades se publicó en 1516 y reseñaba el uso de flechas emponzoñadas con curare por los nativos americanos.
En 1510 Juan de la Cosa, geógrafo de Colón, murió a causa de una flecha cuya punta estaba untada con pasta de curare, disparada por cerbatana. 
En 1856, el médico francés Claude Bernard (1813–1878), menciona en su libro "Leçons sur les effets des substances toxiques et medicamenteuses" (1857) que el efecto del curare era debido al bloqueo funcional de la placa neuromotora.
En 1865, Preyer consiguió la primera forma purificada y cristalizada de curare, a la que denominó curarina.
La primera administración de curare en una anestesia general fue 1912 en un hospital de Leipzig, por el cirujano alemán Arthur Läwen quien administró curarina obtenida a partir del curare de calabaza a 7 pacientes sometidos a anestesia general, para facilitar el cierre de la pared abdominal. Läwen fue el primero en estudiar el curare en experimentación animal, el primero en administrarlo a humanos, y en observar su efecto beneficioso como relajante muscular durante la anestesia general. Läwen dejó de usar el curare por culpa de fallos en el suministro de la sustancia y aunque los resultados fueron publicados en 1912 su contribución a la historia de la anestesia se pasó por alto.
La introducción del curare en la anestesia clínica general ocurrió en 1928 cuando el Dr. Francis Percival de Caux (1892–1965), de origen neozelandés utilizó curare en siete pacientes cuando trabajaba como anestesista en el Hospital Middlesex de Londres. Su trabajo no fue ampliamente publicitado y al igual que sucedió con Arthur Läwen, esta contribución para la historia de la anestesia ha sido pasada por alto por la mayoría de los autores. [cita requerida]
En 1938 Abraham Elting Bennett usa por primera vez el curare para prevenir el trauma sostenido en pacientes a quienes se les aplica terapia con electrochoques y por administración de pentilenotetrazol (Cardiazol) y así evitar fracturas y luxaciones.
La primera investigación acerca de la fuente del curare en el Amazonas fue hecha por Richard Evans Schultes en 1941. Schultes descubrió que tipos diferentes de curare poseían hasta 15 ingredientes y con el tiempo ayudó a identificar más de 70 especies que producían la droga.[cita requerida]
Posteriormente, el 23 de enero de 1942, y gracias al Dr. Harold Randall Griffith (1894–1985) y a la Dra. Gladys Enid Johnson (MacLeod) (1909–2001), ambos de Canadá, el curare se utilizó con éxito en un paciente al que se le practicó una apendicectomía. 
Antes de su introducción en la práctica clínica, la relajación muscular del paciente sólo se podía conseguir profundizando el nivel de la anestesia, lo que podía llevar a ocasionar a una peligrosa depresión respiratoria y otras alteraciones sanguíneas.[cita requerida]

## Modo de acción
El curare describe una serie de venenos de origen vegetal con que los indígenas impregnaban flechas y cerbatanas. 
La acetilcolina, actúa como neurotransmisor en la unión neuromuscular. Esta sencilla molécula actúa de intermediario entre el impulso nervioso – una corriente eléctrica procedente del cerebro – y la contracción muscular. Los venenos del «curare» impedían la contracción muscular desencadenada por la acetilcolina que se segregaba desde las terminales nerviosas. 
El curare produce parálisis progresiva y finalmente muerte por asfixia. El efecto se da al bloquear la conducción nerviosa motora a nivel de la placa neuromuscular inhibiendo la acción de la acetilcolina (acción anticolinérgica): el curare actúa como antagonista nicotínico uniéndose los receptores nicotínicos, bloqueándolos y paralizando toda la musculatura, incluyendo la respiratoria, causando la muerte por asfixia. Aún a dosis mínimas su efecto es letal y se debe a la acción de varios alcaloides. Uno de ellos es la curarina, que se emplea en medicina.[cita requerida]

## Uso farmacológico
Como uso farmacológico, debe su acción al alcaloide tubocurarina, que produce el bloqueo del impulso nervioso a nivel de la placa motora, produciendo una parálisis muscular.[cita requerida]

### Uso terapéutico
Durante algún tiempo en los años 40, el curare se utilizó como «anestésico» en operaciones realizadas a niños, de modo que, paralizada la acción de los nervios sobre los músculos, la agonía que realmente experimentaban no tenía modo de hacerse manifiesta al cirujano en esa época. También se ha empleado en tratamiento de convulsiones o espasmos musculares, en síndromes neurológicos que cursan con hipertonía muscular. Actualmente su única utilización es en anestesia para obtener una relajación muscular durante la cirugía. Los relajantes musculares que se utilizan hoy en anestesia ya no son derivados de la D-tubocurarina sino que se sintetizan artificialmente y con un mejor perfil farmacológico como son el vecuronio, el atracurio, el cisatracurio o el rocuronio. La variedad del tipo Chondrodendron tomentosum es una de las plantas principales que produce el curare, además de la variedad Strychnos toxifera produce el tipo más poderoso, en combinación con otras plantas alcaloides, la variedad del género Anolis (por su tonalidad verde) en una menor cantidad y Schomb.